# Boulevard Masséna
Pour les articles homonymes, voir Masséna.
Le boulevard Masséna est un boulevard du 13e arrondissement de Paris. C’est une partie des boulevards des Maréchaux.

## Situation et accès
Ce boulevard débute à la porte de Vitry, passe par la porte d'Ivry et la porte de Choisy avant de finir à la porte d'Italie, où il laisse la place au boulevard Kellermann. Il a une longueur de 1 500 m pour une largeur très variable selon les sections :
- 40 m entre l’avenue de la Porte-de-Vitry et l’avenue de la Porte-d'Ivry ;
- 57 m entre l’avenue de la Porte-d'Ivry et la rue du Conventionnel-Chiappe ;
- 40 m (ou moins) entre la rue du Conventionnel-Chiappe et l'avenue de la Porte-d'Italie.

Après avoir été accessible par la ligne de bus de Petite Ceinture, le boulevard Masséna est désormais accessible par la ligne de tramway T3a.

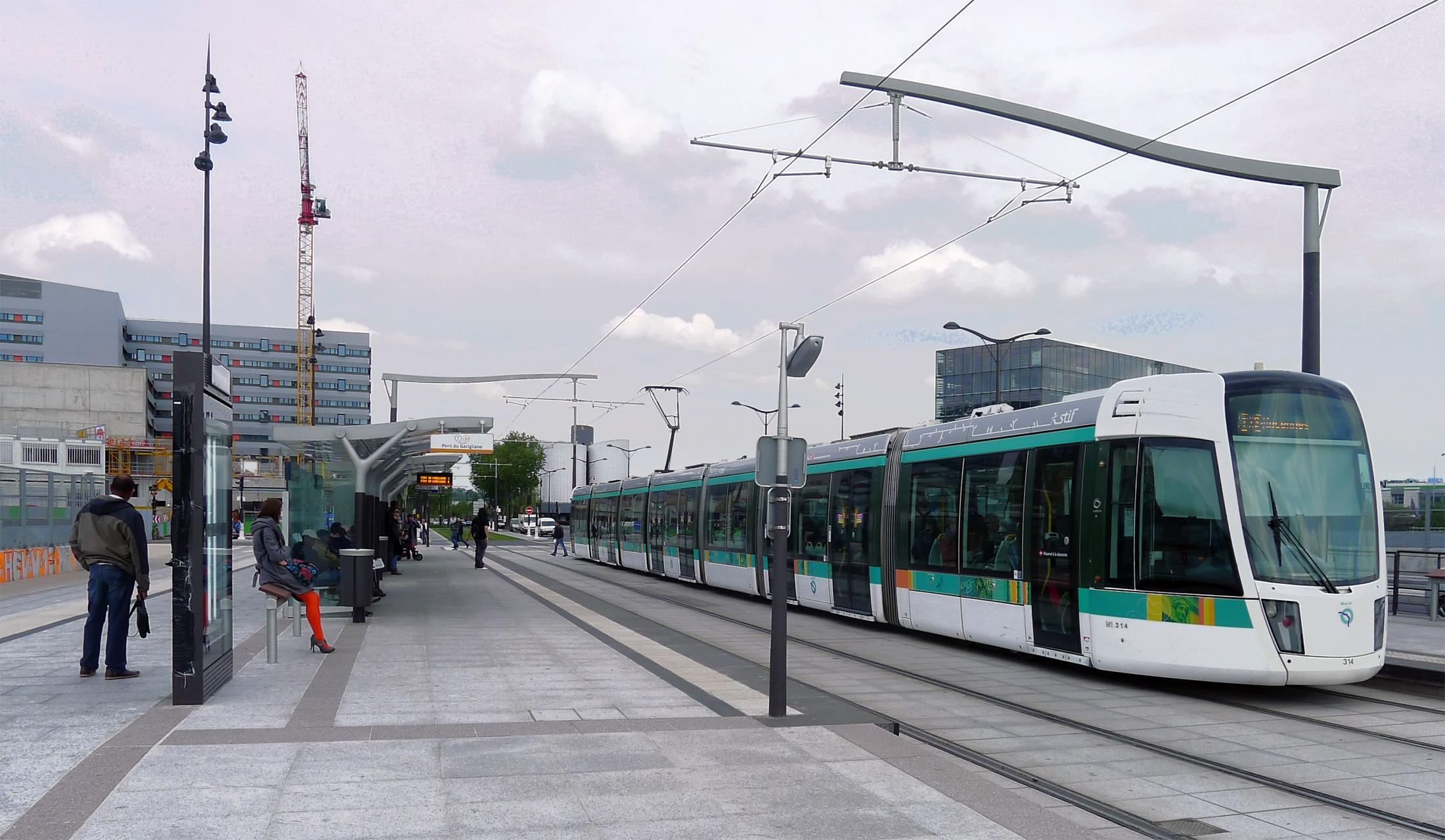
Station Avenue de France de la ligne T3a.
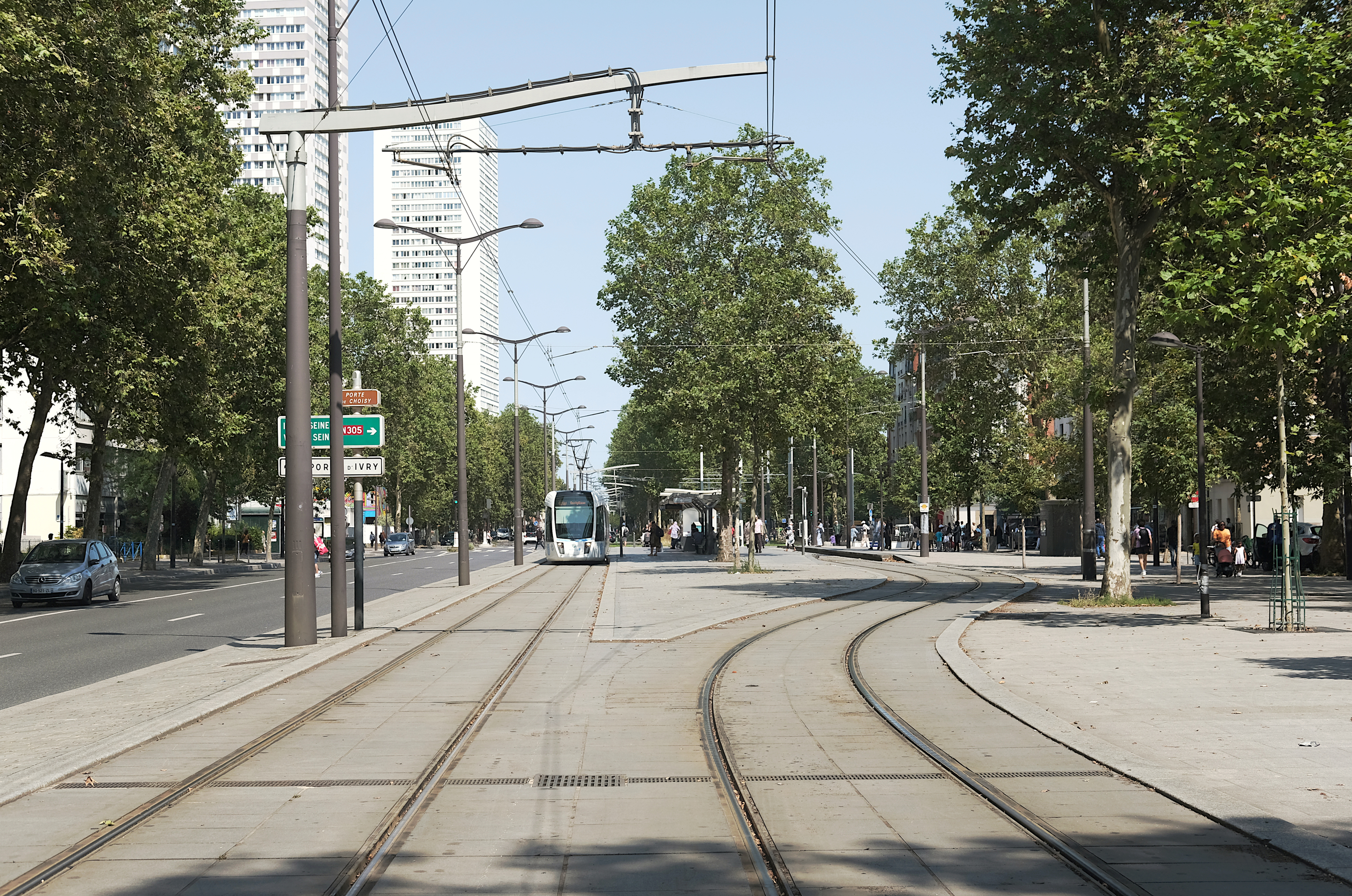
Station de la porte de Choisy.

## Origine du nom

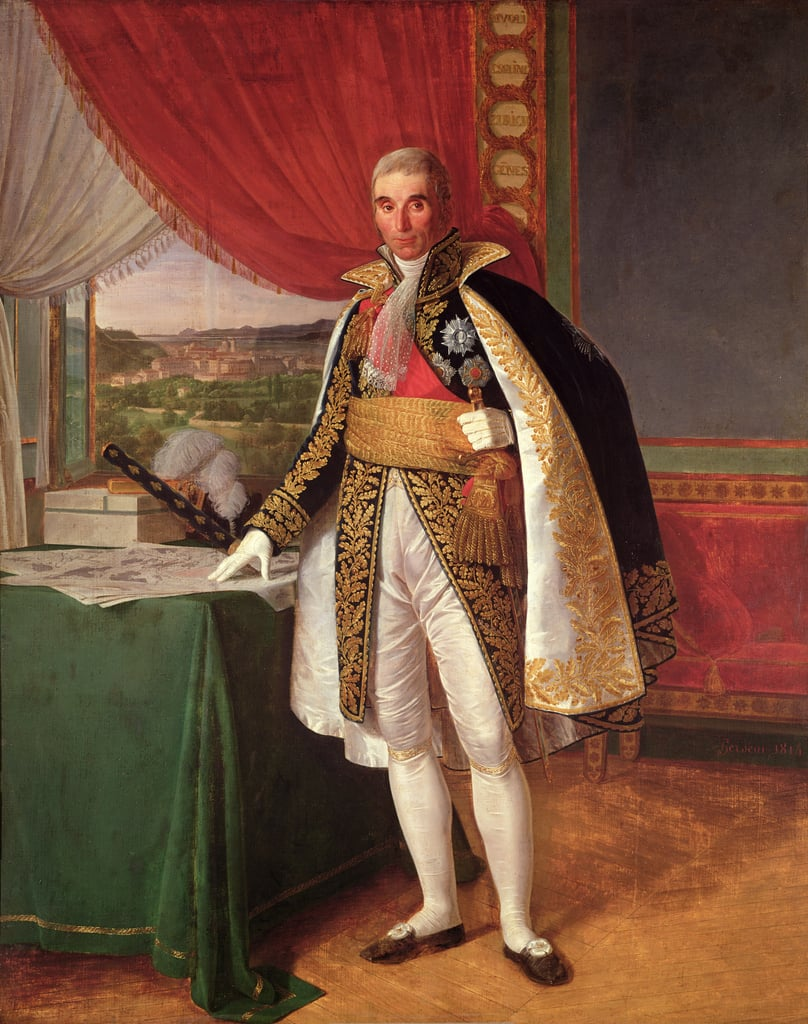
André Masséna.

Il a reçu son nom d’André Masséna (1758-1817), duc de Rivoli, prince d'Essling et maréchal d'Empire.

## Historique
Le boulevard Masséna fait partie de la ceinture de boulevards créée en 1861 le long de l’enceinte de Thiers. Il occupe une partie de l'ancienne rue Militaire qui a été remise à la ville de Paris par le génie militaire à la suite d'une décision ministérielle du 28 juillet 1859.
Les abords du boulevard, ancien axe du 13e arrondissement ouvrier et populaire, ont été profondément transformés par l’opération Italie 13 dans les années 1960 et 1970 avec, en particulier, la construction des tours du futur quartier asiatique.
Sa partie ancienne comprise entre les quais Panhard-et-Levassor et d'Ivry au niveau de la porte de la Gare d'une part, et la porte de Vitry d'autre part, a été dénommée « boulevard du Général-d'Armée-Jean-Simon » en 2005.
Le boulevard a fait l’objet d’importants travaux afin d'accueillir la ligne 3a du tramway d'Île-de-France, ouverte en décembre 2006 sous le nom « T3 », puis renommée « T3a » le 15 décembre 2012.

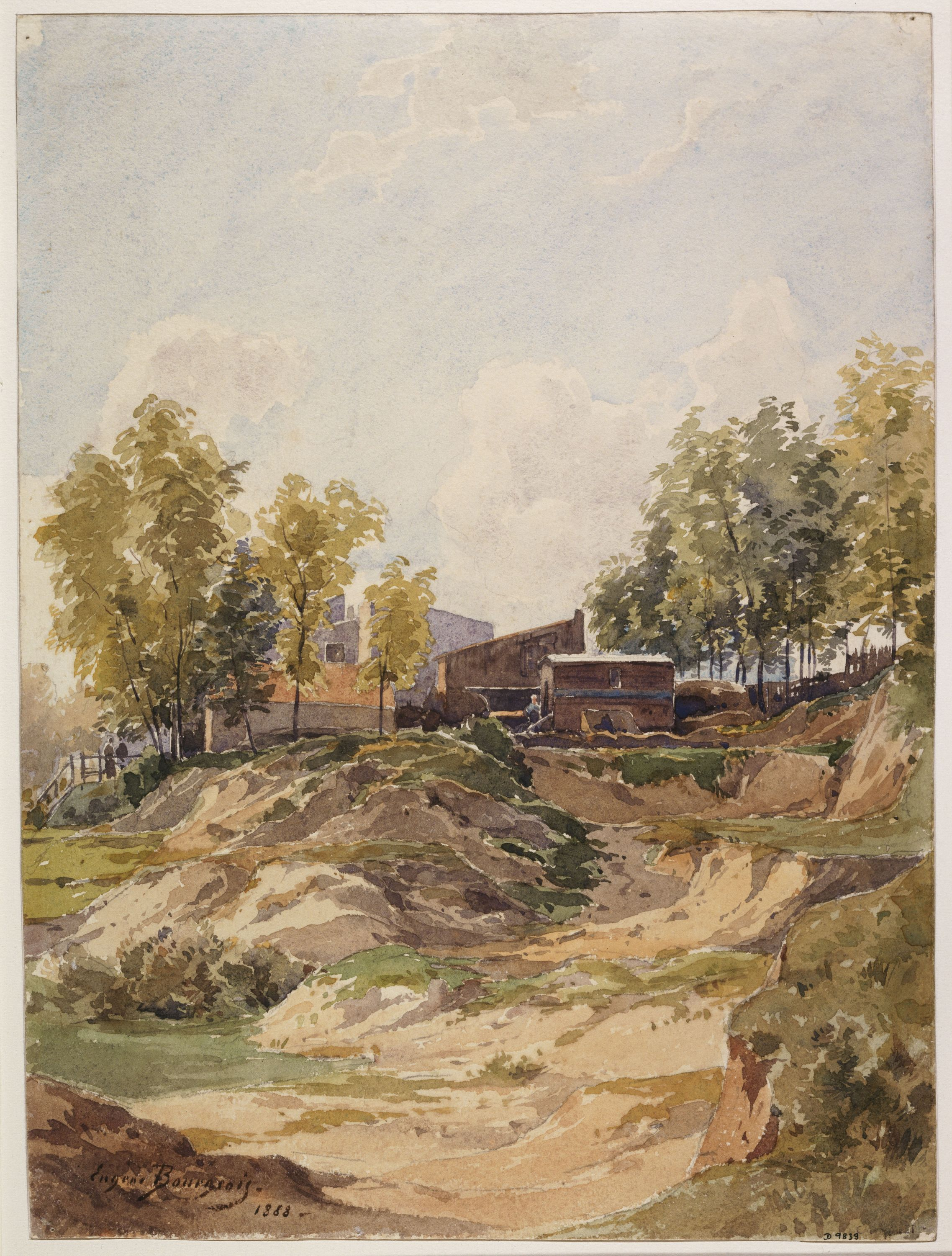
Boulevard Massena (1888, Eugène-Victor Bourgeois).
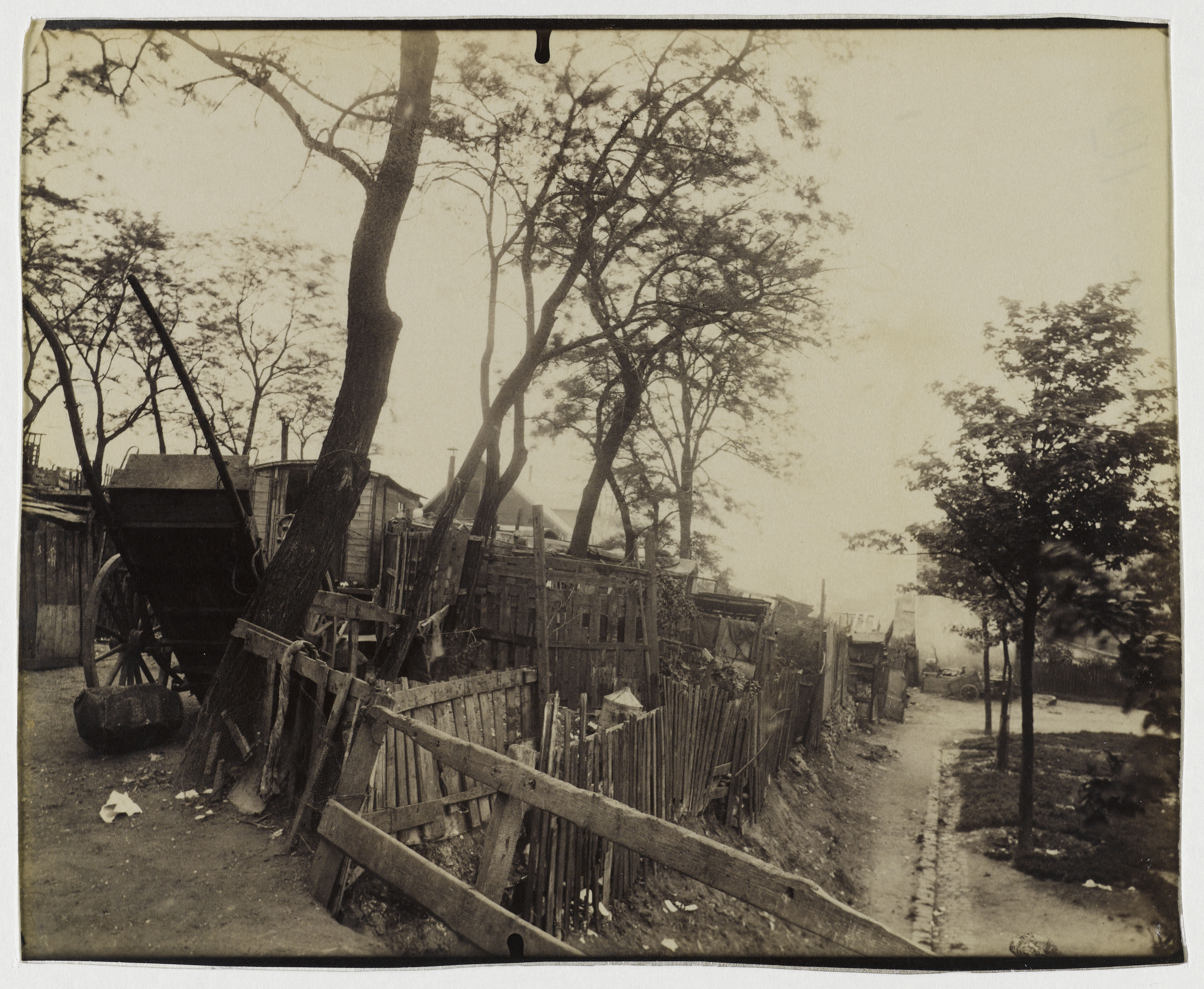
Porte d'Ivry, zone de fortifications, 18 et 20 boulevard Massena (1910, Eugène Atget).
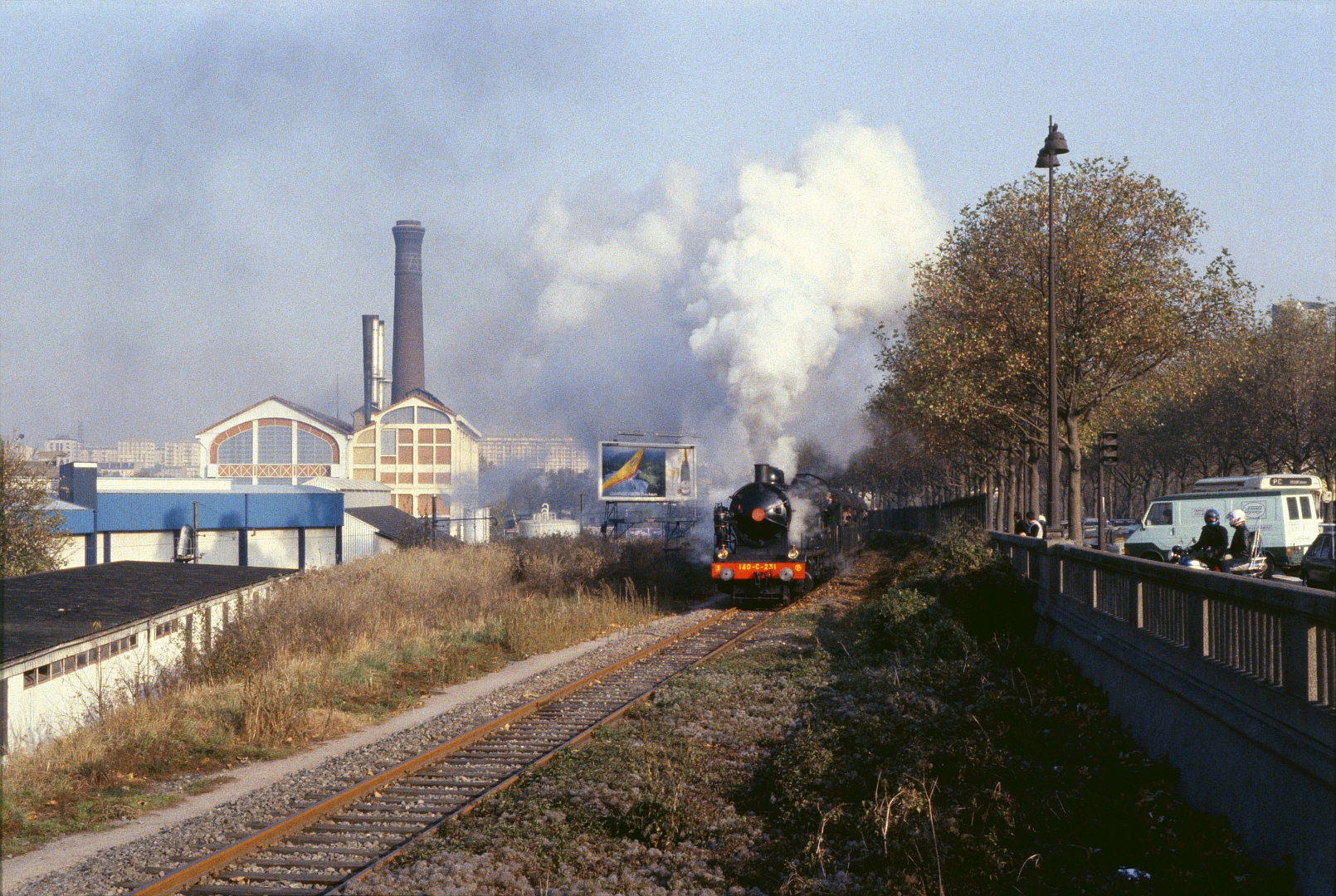
Le train de la Petite Ceinture longeant le boulevard, en 1983.
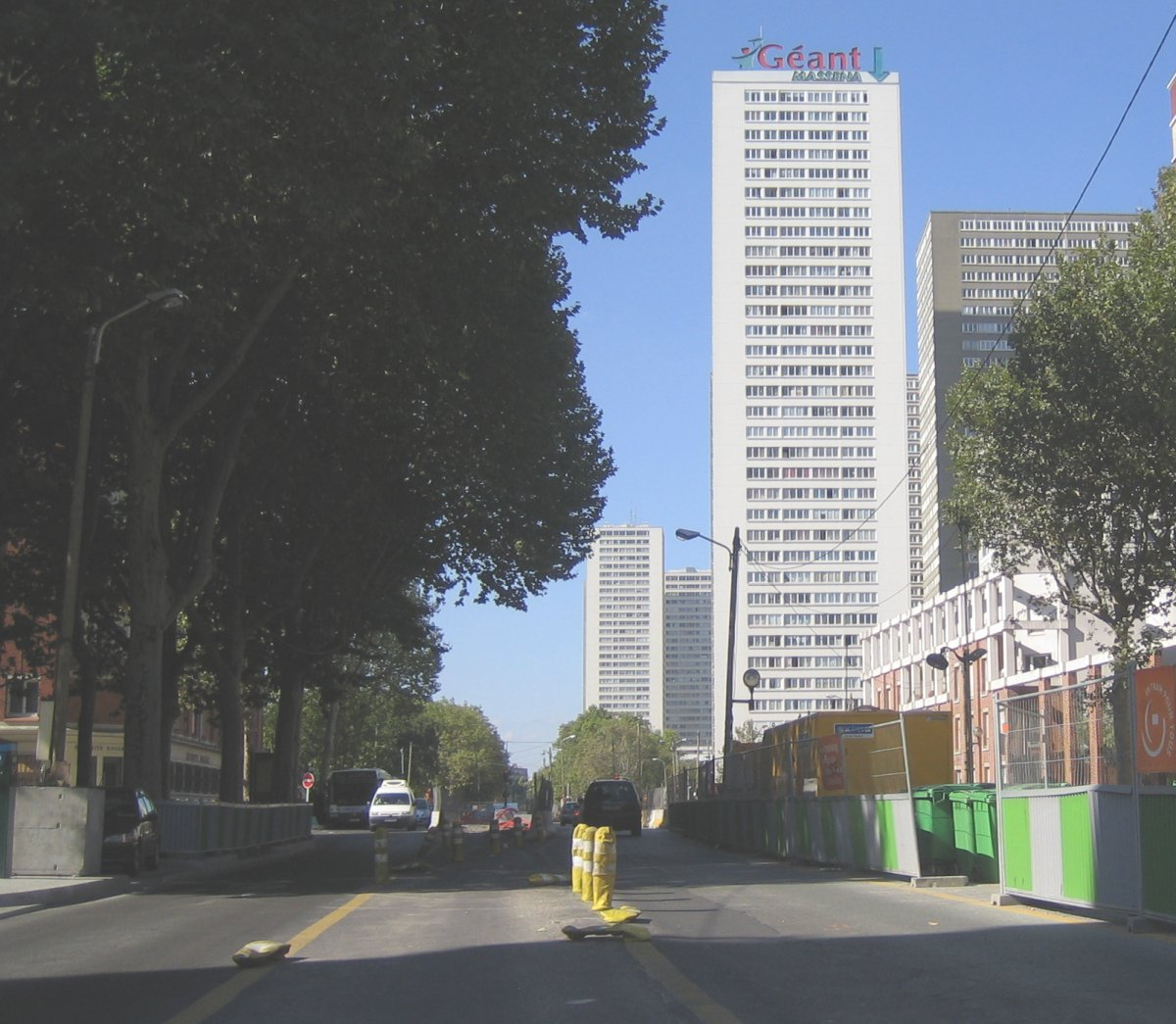
Le boulevard Masséna et les tours de la porte d'Ivry en 2005, avant les travaux du tramway.

## Bâtiments remarquables et lieux de mémoire
- On trouve, aux nos 24 bis à 26 bis, l'une des rares maisons urbaines construites par Le Corbusier à Paris, la maison Planeix, du nom de son premier propriétaire[2]. Dans les années 1930, le peintre Auguste Herbin y eut son atelier, et le mouvement Abstraction-Création son siège.
- Au no 37 se trouve une importante caserne de pompiers, la caserne Masséna, construite en 1971 sur les plans de l'architecte Jean Willerval[3]. Elle abrite la partie technologique du musée de la Brigade des sapeurs-pompiers de Paris[4].
- Au carrefour avec l'avenue de la Porte-d'Ivry, s'élève une école élémentaire, construite entre 1933 et 1937 sur les plans de l'architecte Édouard Crevel (1880-1969)[3], alors même que cette partie de la zone était encore couverte de roulottes et baraquements[5]. Cette école en béton armé est représentative du style « scolaire » des années 1930. Elle est notamment ornée de deux hauts-reliefs en béton, œuvres du sculpteur René Letourneur (1898-1990)[6], dont l'un représente la ville de Paris prenant sous sa protection les enfants du quartier, à l'époque misérables.
- Au no 76, dans le triangle formé avec les nos 1 à 11 de la rue Nationale, les nos 2 à 18 de l'avenue d'Ivry et les voies ferrées de la ligne de Petite Ceinture en bordure des nos 107 à 115 de la rue Regnault, étaient implantées les anciennes usines Panhard et Levassor, construites en 1891. Dans cet espace, au no 16 de l'avenue d'Ivry, se trouvent le siège de Gares & Connexions, branche de la SNCF chargée de gérer et développer les gares voyageurs du réseau ferré national français et celui du bureau d'études AREP, spécialisé dans l'aménagement et la construction de gares en France et à travers le monde[7],[8].
- Au no 81, le boulevard Masséna dessert la halle Georges-Carpentier, important complexe sportif de l'arrondissement, située entre les portes d'Ivry et de Choisy.

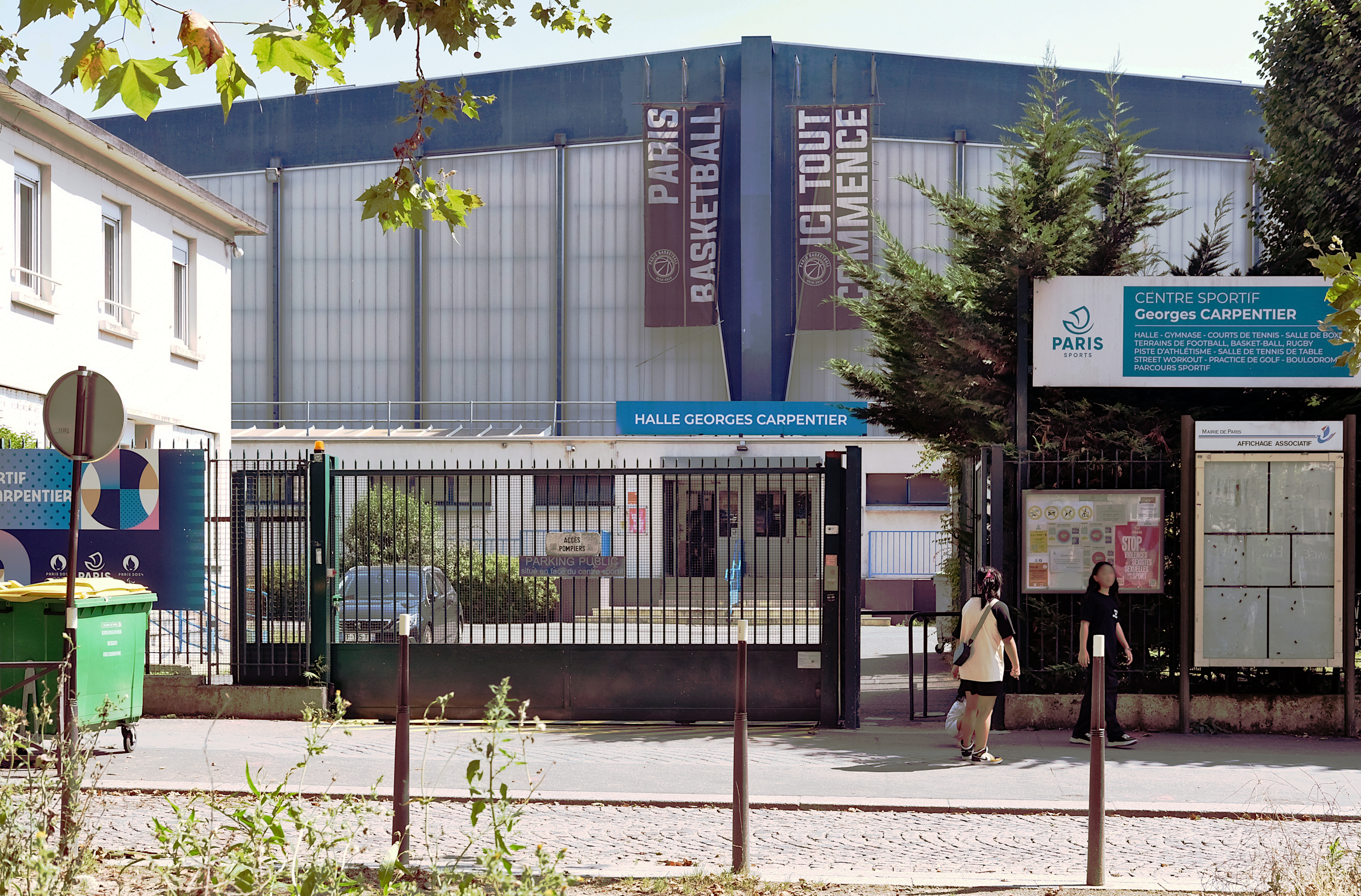
La halle Georges-Carpentier pendant les Jeux Olympiques de Paris en 2024.
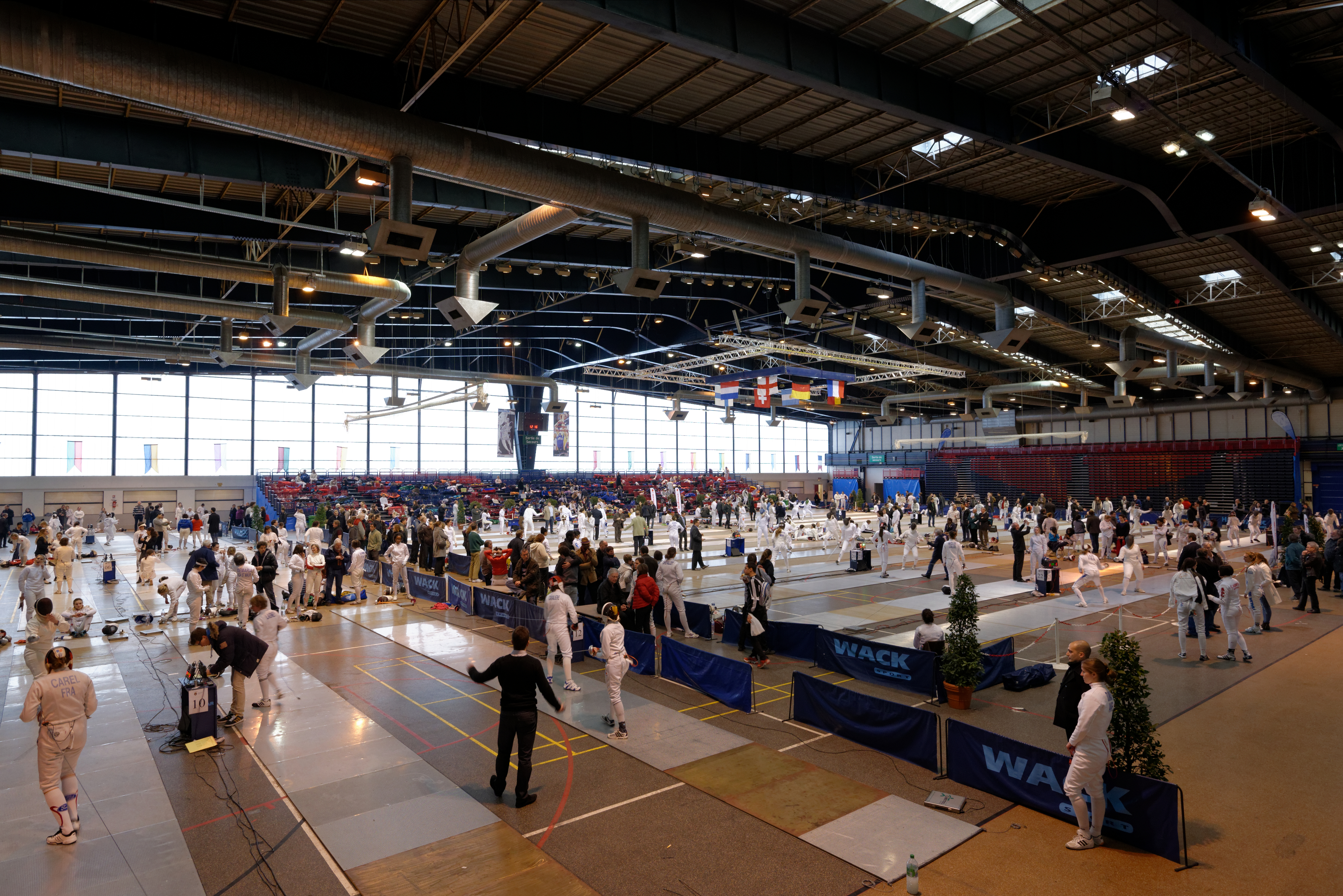
Halle Georges-Carpentier en 2013 (tournoi international Paris Île-de-France).

- Aux nos 123-125, cité du Combattant.
- Cette voie possède de nombreux exemples d'art urbain.

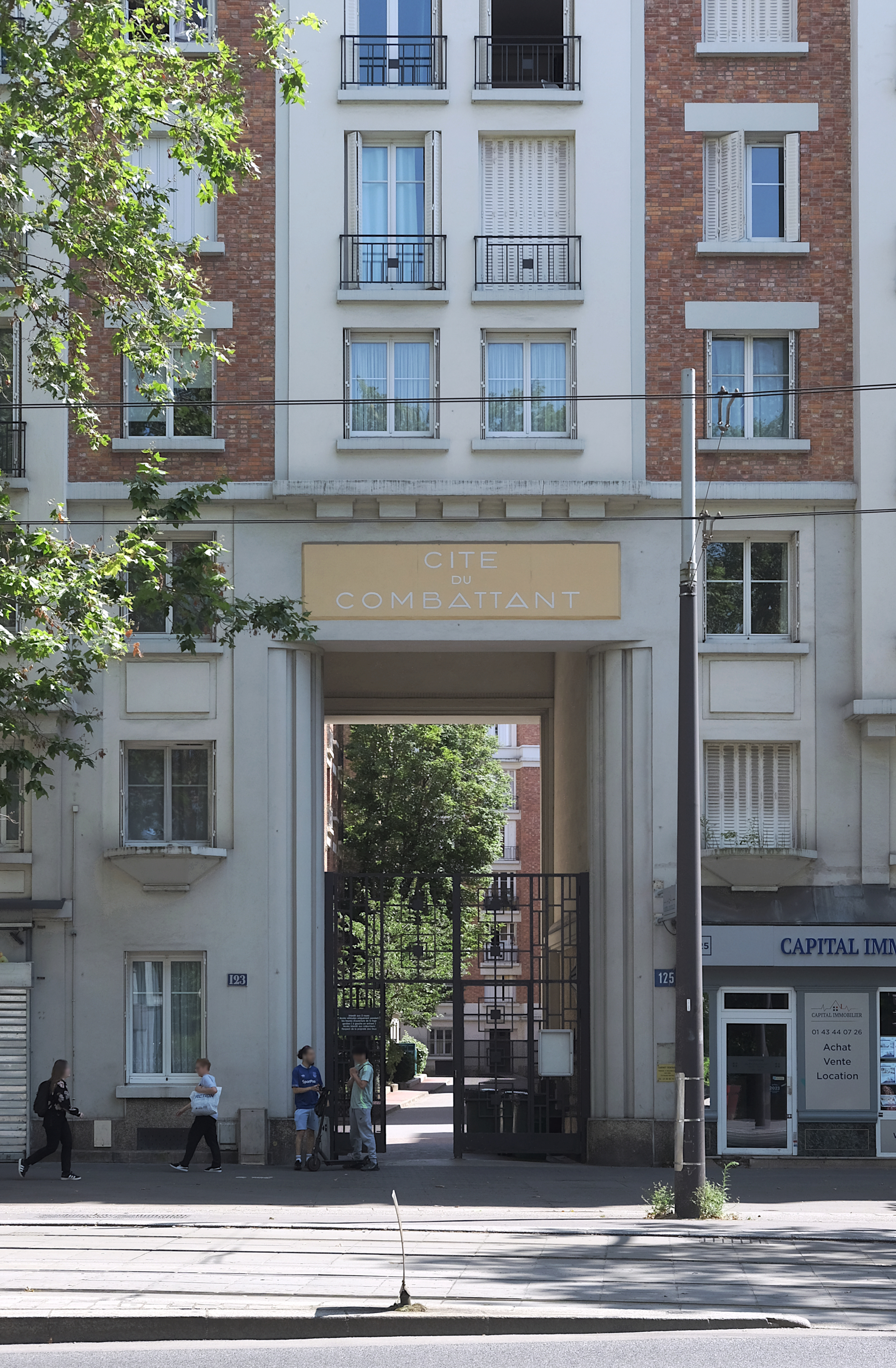
Entrée de la cité du Combattant.
Exemple d'art urbain.